# Barbara Dobrick
Barbara Dobrick (* 11. Juni 1951 in Hamburg) ist eine deutsche Journalistin, Literaturkritikerin und Schriftstellerin.

## Werdegang
Dobrick wuchs in Hamburg auf. Sie lebte von 1993 bis 2024 an der schleswig-holsteinischen Westküste. Dann zog sie nach Lübeck. Die Journalistin und Literaturkritikerin arbeitete unter anderem für den NDR, den SWR und DeutschlandRadio Kultur. Sie hat Gedichte, Romane und Sachbücher geschrieben.

## Rezensionen
Aber sprich nur ein Wort
Kirsten Dietrich (Deutschlandfunk Kultur) empfand Dobricks Roman als „so nah an einer Autobiographie, dass man schon aufpassen muss, um das nicht zu verwechseln“, zumal „die Eckdaten im Leben der Hauptfigur denen“ von Dobricks Biographie entsprechen würden. Dobricks „Kritik an institutionalisierter Religion“ gewinne vor allem deshalb an Relevanz, weil sie die „Sehnsucht nach Religiösem und nach Verwurzelung im Glauben und in Ritualen“ in ihrem Buch niemals verrate.
Als „ein Buch, das auf der gegenwärtigen  Retro-Welle mitschwimmt“, sah dagegen Beate Bäumer (Hamburger Abendblatt) den Roman zur 1951 geborenen Johanna an, der „Tochter einer Konvertitin und eines ‚Taufscheinkatholiken‘“. Um „eine Familiensaga zu erzählen“, gäbe „die Geschichte von Johanna und ihrer Sippe“ aus ihrer Sicht „zu wenig her“, und etwas über das „katholische Hamburg der 50er-Jahre zu erfahren“ sei nicht möglich, da „sich die Geschichte wesentlich in Johannas Elternhaus, auf dem Bürgersteig davor und im Garten dahinter“ abspiele.
Angela Graf (VHG) sieht Dobricks Botschaft darin, dass die Bedeutung, „einem Glauben zu folgen, für einen Glauben zu sterben“ (nicht nur heute) „mehr hinterfragt werden“ sollte, „denn was diese Haltung in unserer Geschichte angerichtet hat, ist noch nicht allzu lange her“.
Vom Lieben & Sterben
Aus Sicht von Herbert A. Gornik (Deutschlandfunk Kultur) ist Dobricks Buch „endlich ein beratendes Sachbuch, in dem uns als Angehörigen die Schuld- und Versagensängste durch Aufklärung genommen werden; durch Aufklärung über das seelische Erleben krebskranker Menschen einerseits und vor allem durch tabulose Aufklärung über unser Erleben als Angehörige. Denn sauer zu sein auf das Verhalten Krebskranker ist ebenso ein Tabu wie das Gespräch über den bevorstehenden Tod selbst.“

## Werke
- Wenn die alten Eltern sterben. Kreuz Stuttgart 1989 (Herder Freiburg 2017 ISBN 978-3-451-61405-7).
- Immer Probleme mit den Eltern. Erwachsene Kinder zwischen Anpassung und Rebellion. Kreuz Stuttgart 1991 ISBN 978-3-7831-1100-2.
- Abschied von den Kindern. Loslassen und sich neu begegnen. Piper München 1994 (1996 ISBN 978-3-492-22305-8).
- Föhr, Amrum, Pellworm, Nordstrand, Halligen. Mairs Ostfildern 1994 ISBN 3-87504-141-0
- Sommertheater. Roman. Fischer Frankfurt am Main  1998  (2015, ISBN 978-3-596-30081-5.)
- Überraschung am Valentinstag. Roman. Fischer Frankfurt am Main 2000 (2015 ISBN 978-3-596-30080-8.)
- Tanz in den Mai. Roman. Fischer Frankfurt am Main 2001 (2015 ISBN 978-3-596-30123-2 .)
- Feuer und Flamme im Herbst. Roman. Fischer Frankfurt am Main 2002 (2015 ISBN 978-3-596-30082-2).
- Aber sprich nur ein Wort. Eine katholische Kindheit. Roman. Orlanda Berlin 2006 ISBN 978-3-936937-37-4.
- Vom Lieben und Sterben: Konflikte, Nöte und Hoffnungen Angehöriger. Kreuz Freiburg im Breisgau 2010 ISBN 978-3-7831-3497-1.
- Die dunklen Seiten des Sterbens erhellen: Ängste, Hoffnungen und Trauer Angehöriger verstehen. Herder Freiburg 2013 ISBN 978-3-451-06286-5.
- mit Esther Schoonbrood: Erklär mir die Liebe! Gefühle, Körper, Sex. Worüber Frauen mit Mädchen sprechen sollten. Zabert Sandmann München 2008 (2011 Goldmann ISBN 978-3-442-17200-9.)

## Auszeichnungen
- Wilhelmine-Lübke-Preis 1990 für „Wenn alte Eltern sterben“[7]